# Martignacco
Martignacco (friuli nyelven Martignà) település Olaszországban, Friuli-Venezia Giulia régióban, Udine megyében. Lakosainak száma 6871 fő (2023. január 1.). Martignacco Basiliano, Moruzzo, Pagnacco, Tavagnacco, Udine, Fagagna és Pasian di Prato községekkel határos.

## Népesség
A település népességének változása:
| Lakosok száma | 6902 | 6812 | 6871 |
|               | 2017 | 2018 | 2023 |